# Moumekeng
Moumekeng est un village de la Région du Littoral au Cameroun, situé dans la commune de Manjo, sur le site Communes et villes unies du Cameroun (CVUC).

## Population et développement
En 1967, la population de Moumekeng était de 306 habitants, essentiellement des Mouamenam. Elle était de 379 lors du recensement de 2005.